# Новокараваевы дачи
Новокарава́евы да́чи (укр. Новокараваєві дачі) — местность в Киеве, часть Караваевых дач. Местность расположена в границах улицы Комбайнёров, проспекта Отрадного, станции Киев-Волынский и железной дороги.

## История
Планировка этого района произошла в 1930-е — 1940-е года. Первые 60 усадеб появились до 1943 года (частично нынешние улицы Залесная, Зелёная, Планёрная). Основные работы по строительству прошли в 1940-х и 1950-х годах. застройка как правило одноэтажная, иногда встречаются двухэтажные многоквартирные здания, как например на улице Николая Шепелева. Большинство улиц получили свои названия ещё в 1944 году.